# Nicrophorus dauricus
Nicrophorus dauricus (лат.) — вид жуков-мертвоедов из подсемейства могильщиков.

## Описание
Длина тела 13-23 мм. Булава усиков целиком окрашена в чёрный цвет. Переднеспинка густо покрыта по всем краям длинными жёлтыми волосками. Надкрылья сверху, по бокам и по заднему краю в длинных торчащих рыжих волосках. Надкрылья чёрного цвета с двумя оранжевыми перевязями, эпиплевры жёлтого цвета. На плечах надкрылий имеются длинные торчащие волоски рыжего цвета. Заднегрудь и задние бедра снизу, бока брюшка и пигидий покрыты жёлтыми волосками.

## Ареал
Восточно-палеарктический вид. На запад ареал вида доходит до юга Зауралья (единичная находка в окрестностях Кыштыма). Вид известен с юга Западной Сибири, из Восточной Сибири, из Забайкалья, Хабаровского и Приморского краев России, Монголии, северо-востока Китая, Корейского полуострова, с Японских островов.

## Биология
Является некрофагом: питается падалью как на стадии имаго, так и на личиночной стадии. Жуки закапывают трупы мелких животных в почву и проявляют развитую заботу о потомстве — личинках, подготавливая для них питательный субстрат. Из отложенных яиц выходят личинки с 6 малоразвитыми ногами и группами из 6 глазков с каждой стороны. Интересной особенностью могильщиков является забота о потомстве: хотя личинки способны питаться самостоятельно, родители растворяют пищеварительными ферментами ткани трупа, готовя для них питательный «бульон».